# Алиев, Амираслан Рза оглы
Амираслан Рза оглы Алиев (азерб. Əmiraslan Rza oğlu Əliyev; 30 августа 1960 — 17 марта 1995) — азербайджанский офицер, Национальный Герой Азербайджана (1995, посмертно).

## Биография
Алиев Амираслан Рза оглы родился в Нахичевани 30 августа 1960 года. В 1971 году окончил среднюю школу № 1 имени Узеира Гаджибекова в Нахичевани. В 1979—1981 годах проходил службу в Советской армии. В 1987 году окончил историко-филологический факультет Нахичеванского государственного педагогического института. В 1992 году был призван на действительную военную службу в Погранвойска Министерства национальной безопасности Азербайджана. За примерную службу старший лейтенант Амираслан Алиев был назначен на должность старшего офицера штаба.
Погиб 17 марта 1995 года, выполняя особое задание по устранению Ровшана Джавадова, во время мятежа азербайджанского ОПОН.

## Память
Указом Президента Азербайджанской Республики от 4 апреля 1995 года Алиев Амираслан Рза оглы был удостоен звания Национального Героя Азербайджанской Республики (посмертно). 13-я застава Нахичеванского пограничного отряда носит имя А. Алиева.